# Албаши
Албаши (рус. Албаши) руска је степска река која протиче јужним делом земље, преко територија њене Краснодарске покрајине, односно њених рејона Лењинградског и Каневског. Улива се у Албашки лиман код истоименог села и припада басену Азовског мора.
Дужиина водотока је 64 km, а површина сливног подручја 895 km².